# Sot'
Il Sot' (in russo Соть?) è un fiume della Russia europea centrale. Scorre nei rajon Pervomajskij, Danilovskij e Ljubimskij dell'oblast' di Jaroslavl'.

## Descrizione
Nasce sull'altopiano Danilovskaja, scorrendo con direzione mediamente sud-orientale. Sfocia nella baia della Kostroma del bacino idrico di Gor'kij; prima della creazione del bacino era un affluente di destra della Kostroma. Nel corso superiore il Sot' scorre tra alti argini nella foresta, la larghezza del fiume è di 8-10 metri. Nel corso medio, il fiume si espande a 15-20 metri. A volte forma piccole rapide, la corrente è piuttosto veloce. Presso la foce la corrente rallenta notevolmente, il fiume esce nella pianura e inizia a formare grandi anse. Ha una lunghezza di 144 km, l'area del suo bacino è di 1 460 km².
È un luogo popolare per la pesca invernale per i residenti degli insediamenti vicini e di Jaroslavl'. Il Sot' e il suo affluente Lunka sono famosi tra i diportisti.
Nel corso inferiore del fiume c'è la riserva federale «Jaroslavskij».